# Pierre Paquier
Pierre Paquier est un général français né le 26 mars 1903 à Paris à l’île Saint-Louis et décédé à Paris le 29 octobre 1980.

## Biographie

### Jeunesse
Pierre Paquier est le fils de Jean d’Alcantara-Paquier, professeur à l’académie impériale de Saint-Petersbourg et d'Hortense Lupasco (1877-1910) fille d’Evelina Podlesiecki et de Constantin Georges Lupasco, chef d’escadron d'artillerie de l'armée roumaine.

### Vie privée
Il épouse le 10 août 1928 Marie-Louise Koch, fille de Marguerite Le Gour et du lieutenant-colonel Louis Koch (1867-1915), commandant le 33e régiment d’infanterie de marine, mort pour la France en 1915.
Ils ont trois enfants, Bernard, Marie-France (Madame Pierre Baraton), Stéphane-Pierre.
Sports : équitation. Formé comme instructeur omnisports à l'école de Joinville.

### Études
Collège de Juilly, lycée Saint-Louis et école Fontanes à Paris dirigée par Henri de Gaulle, père du général, dont Pierre Paquier a décrit la façon d’enseigner l’Histoire .

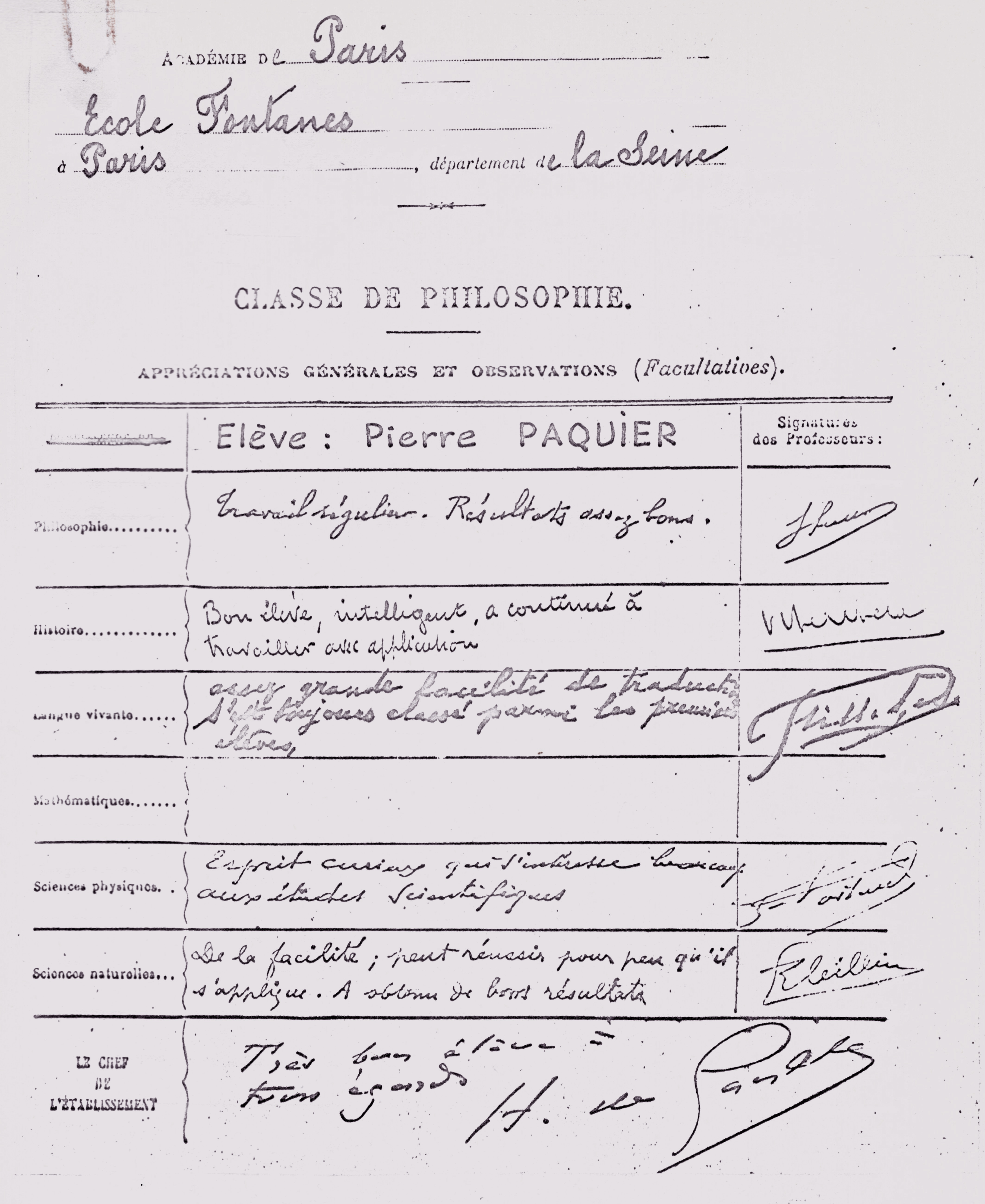
Bulletin de Pierre Paquier rédigé par Henri de Gaulle, directeur de l'école Fontanes et père du général De Gaulle

Il entre au Prytanée militaire de la Flèche et se présente au concours d'entrée à l'Ecole spéciale militaire de Saint-Cyr.

### Carrière militaire
Pierre Paquier est admis à Saint-Cyr le 25 octobre 1922. Il en sort en 1924 avec la promotion « Metz et Strasbourg ». Un de ses plus proches camarades est l’élève officier Philippe de Hauteclocque, futur maréchal Leclerc.
Sous-lieutenant en 1924, lieutenant en 1926, capitaine en 1931, commandant en 1939, lieutenant-colonel en 1947, colonel en 1948, général en 1954.

#### Affectations
En 1925, il est affecté à l'école d’application de l’armée de l’air.
En 1926 au 12e régiment d’aviation à Neustadt, officier pilote, chef de la 8e escadrille.
En 1928 au 35e régiment d’aviation à Lyon.
En 1929 à l'aéronautique d’Indochine où il est cité pour la première liaison aérienne d'Indochine vers la Chine en volant d’Hanoï vers Yunnanfou (Kunming). 

Capitaine en 1931.

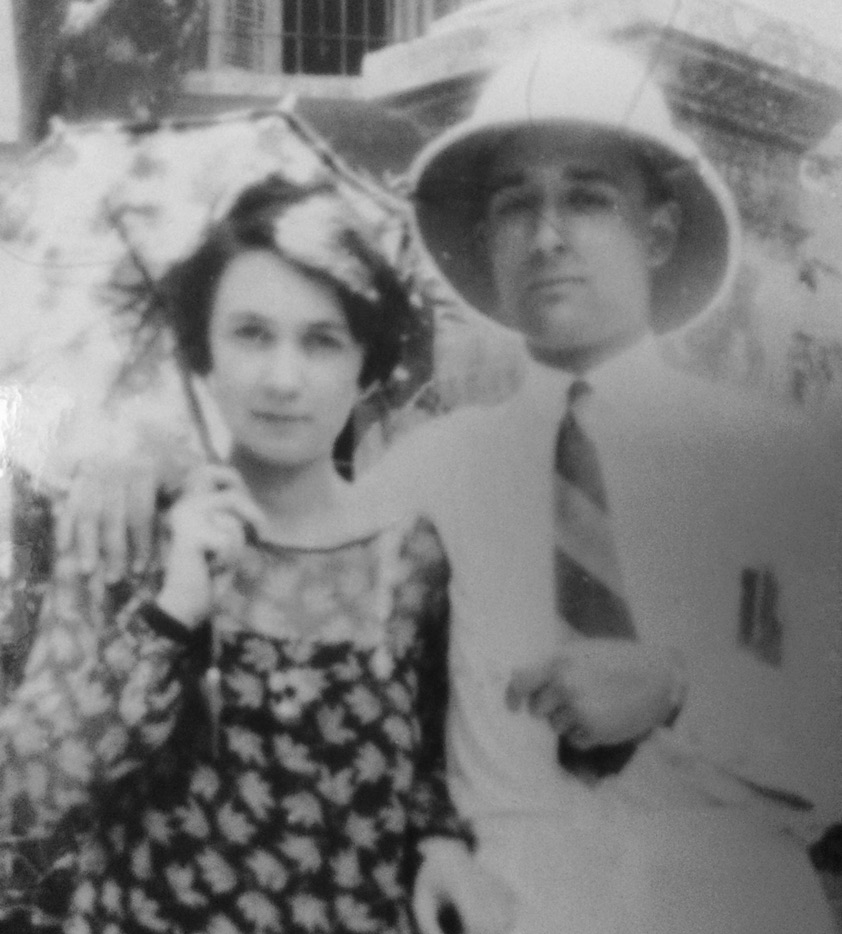
Pierre et Marie-Louise Paquier, Hanoï, 1929

En 1932, il est affecté au commandement de la 3e escadrille de la 54e escadre, à l'école de perfectionnement au pilotage d’Étampes.
En 1935, il est rédacteur en chef de la revue du Ministère de l’Air, sous les ordres du colonel Pierre Weiss. C'est le début d'une amitié de 35 années qui ne se terminera qu'à la mort de Pierre Weiss, devenu général, en 1970.
La revue traite des actualités, des techniques aéronautiques, de l'Histoire militaire et aéronautique. Paraissant le 15 du mois elle est financée par la publicité à raison de 20 à 24 pages par livraison.

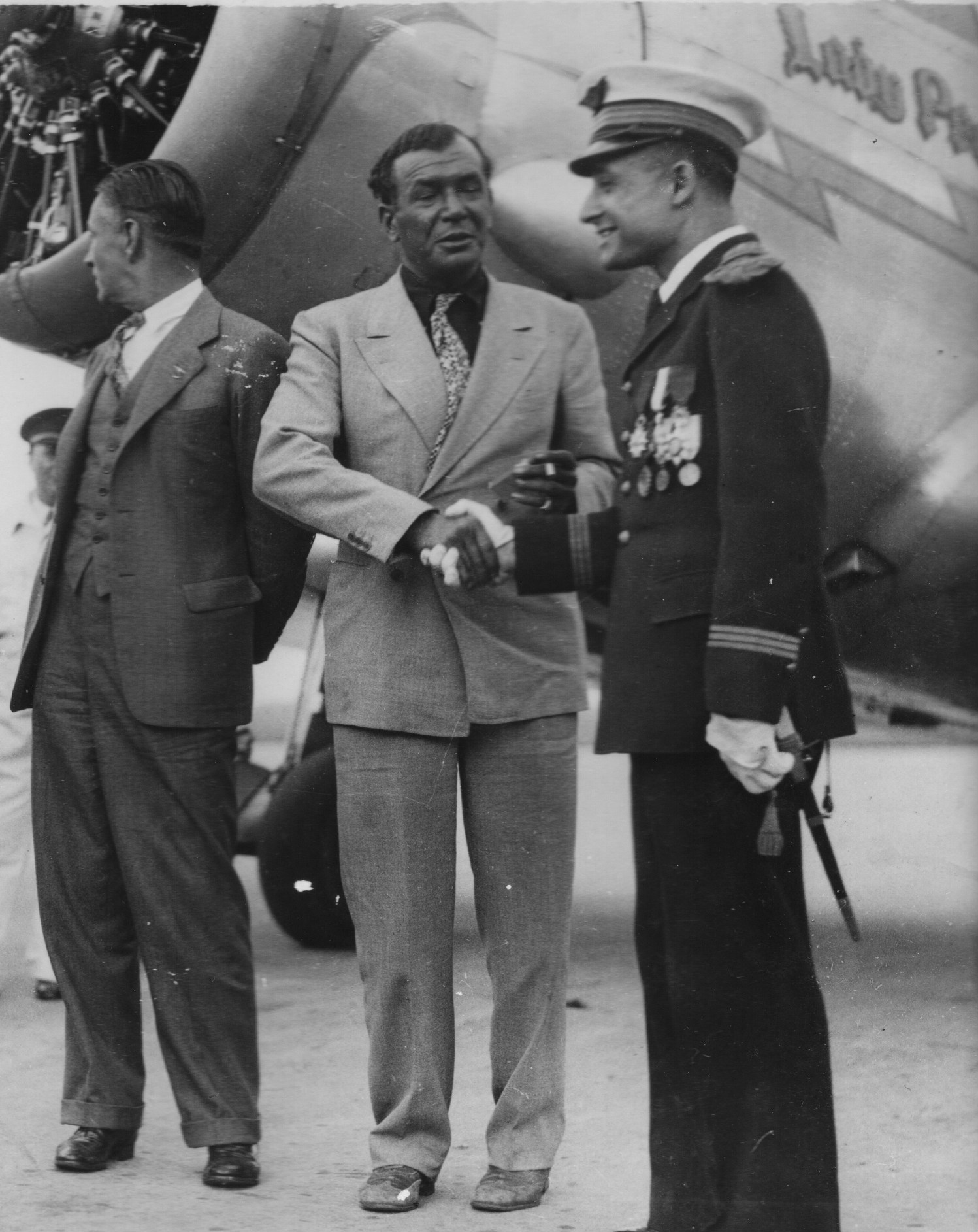
Pierre Paquier accueille les aviateurs américains du "Pingpong flight"

La fonction de Pierre Paquier l'amène à accueillir des aviateurs ayant accompli des actions extraordinaires, tels le chanteur millionnaire Harry Richman et son pilote Dick Merrill arrivant de Londres après avoir leur étonnant « ping pong flight ». Les volumes vides des ailes et du fuselage de leur Vultee V-1 étaient emplies de 41000 balles de ping pong, censées le faire flotter en cas d'amerrissage forcé.
En 1937, il devient chef de la section Presse du Ministère de l’Air,,.
Il est ensuite Professeur à l'école supérieure de guerre aérienne.

#### Seconde guerre mondiale
À la déclaration de guerre, le commandant Paquier commande la base aérienne de Tananarive (Ivato).

Jean Assollant qui prêta le Goéland civil à Pierre Paquier pour rechercher le Graff Spee

Sa première mission est de localiser le Graf Spee, croiseur allemand chargé d’empêcher le ravitaillement transatlantique transitant du continent américain vers l’Europe. Fait symptomatique du sous-équipement de l’Armée de l’Air à l’entrée en guerre, ces vols sont accomplis sur le Goéland F-APKS, avion civil, confié à l'Armée de l'Air par Jean Assollant, ami de Pierre Paquier et directeur de l'aviation civile à Madagascar. Cet appareil civil n'était ni armé, ni protégé, face aux 24 canons antiaériens de 105, 37 et 20 mm du croiseur, mais disposait d'une autonomie de 2000 km. Enfin repéré, le Graf Spee qui s’était abrité à l’ouest de Madagascar, repart en direction du Cap afin de couper la route marchande entre l’Argentine et l’Europe. Bloqué par la Home Fleet dans le port de Montevideo, il se sabordera tandis que son commandant se donnera la mort.
En 1940, Pierre Paquier obtient de regagner la France pour participer aux futures opérations qui - l’auteur de « Guerre et surprise » en est convaincu -, vont brutalement succéder à la « Drôle de guerre ».
Il est nommé aide de camp de Georges Mandel, alors ministre des colonies puis de l'Intérieur. Il assure notamment la liaison entre l’armée de l’air et le ministère de l’intérieur lorsque M. Mandel se voit confier ce ministère. C’est à ce titre qu’il accompagne Winston Churchill à l’aérodrome après le sommet franco-britannique de Briare et Tours des 12 et 13 juin 1940. La défaite alliée est alors consommée et l’Angleterre va se retrouver seule face à Hitler. Au pied de son De Havilland le premier ministre se retourne vers lui avant de monter en avion. Winston Churchill enlève son chapeau puis, se frappant à plusieurs reprises le front du poing droit, lui dit : « Commandant, la victoire… elle est là ! Elle est là ! ».
Après l’armistice il est affecté en zone libre à la base aérienne de Francazal pour y mettre sur pied une unité d'un type nouveau : un bataillon d’infanterie de l’Air, pouvant remplir les missions d’un régiment d’infanterie, tout en disposant des moyens de transport de l’Armée de l’Air. L’unité compte 3540 aviateurs, soldats de la classe 40 ou engagés volontaires pour l’Afrique du Nord et l’AOF. Ses officiers, dont plusieurs polytechniciens et Saint-Cyriens et ses sous-officiers sont volontaires tandis que les hommes sont tous des soldats de première classe.
Mais le gouvernement de Vichy a autorisé l’installation d’un poste météo allemand à Toulouse. Alors les aviateurs revenant du champ de tir défilent devant les Allemands en chantant l’hymne du bataillon de choc : « Non, non, jamais nous ne voudrons nous rendre aux Boches ». L’état-major français relève alors le commandant Paquier de son commandement.
Dès l’invasion de la zone libre par les Allemands le commandant Paquier, sous couvert d’une commission technique relative aux enseignements de la guerre, mène des actions clandestines en collaboration avec son beau-frère, le capitaine Louis Muller du service de contre-espionnage. Le capitaine Muller est un des 3 agents secrets ayant acheminé en France en 1940 le stock d’eau lourde destiné à l'expérimentation nucléaire.
Pierre Paquier organise à partir de Toulouse une filière d’évasion de nombreux militaires et fonctionnaires civils renvoyés de l’administration du fait des lois raciales : sous le couvert d’un « service des archives de l’armée de l’air », ces derniers occupaient des postes administratifs fictifs en attendant leur passage en Espagne.

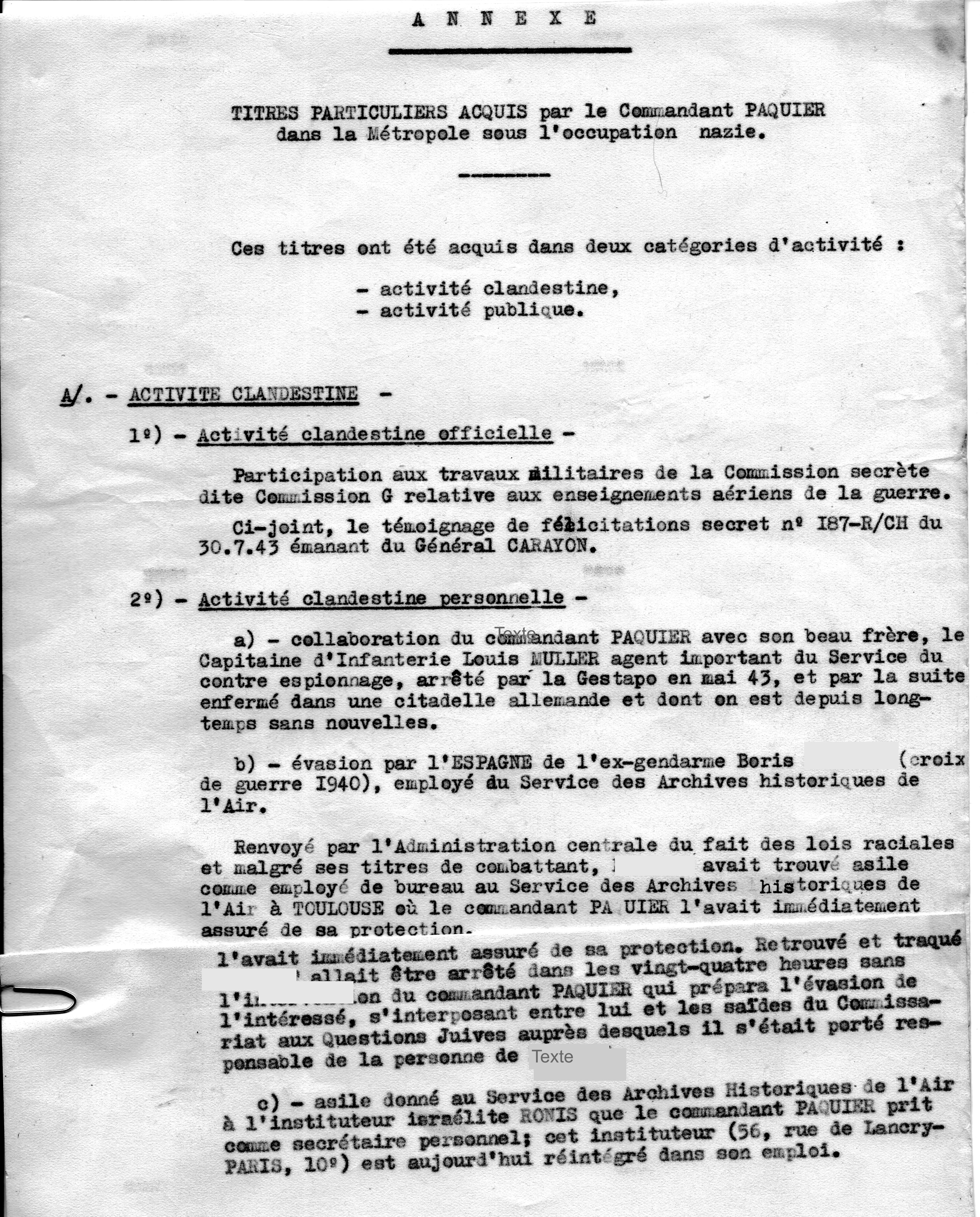
Activité clandestine

Il vient également en aide à de nombreuses familles de résistants, comme celle du général Cochet après que ce dernier ait été arrêté et se soit évadé. Puis, l’armée de l’air ayant été équipée par les Américains, il rejoint la 31e escadre du groupe de bombardement Maroc, équipé de bombardiers B 26 Marauder,.
Le groupe Maroc participe à la campagne d’Italie, à la bataille de France et enfin à la bataille d’Allemagne jusqu’à la capitulation allemande. L’équipage du commandant Paquier affronte les Messerschmitt 262 à réaction, notamment le 9 avril 1945 lors du bombardement des réserves stratégiques de carburant de Weissenhorn.

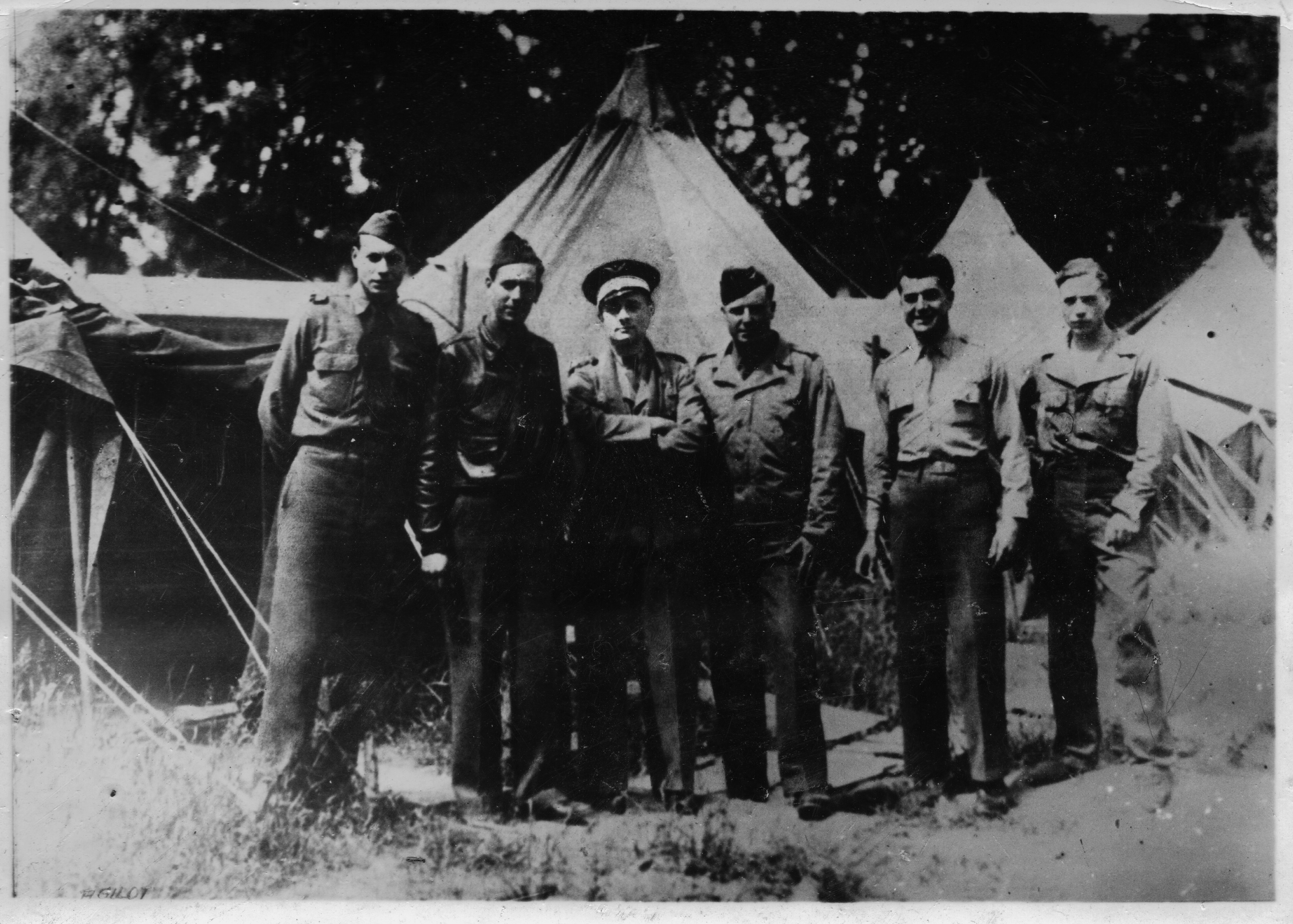
L'équipage du B 26
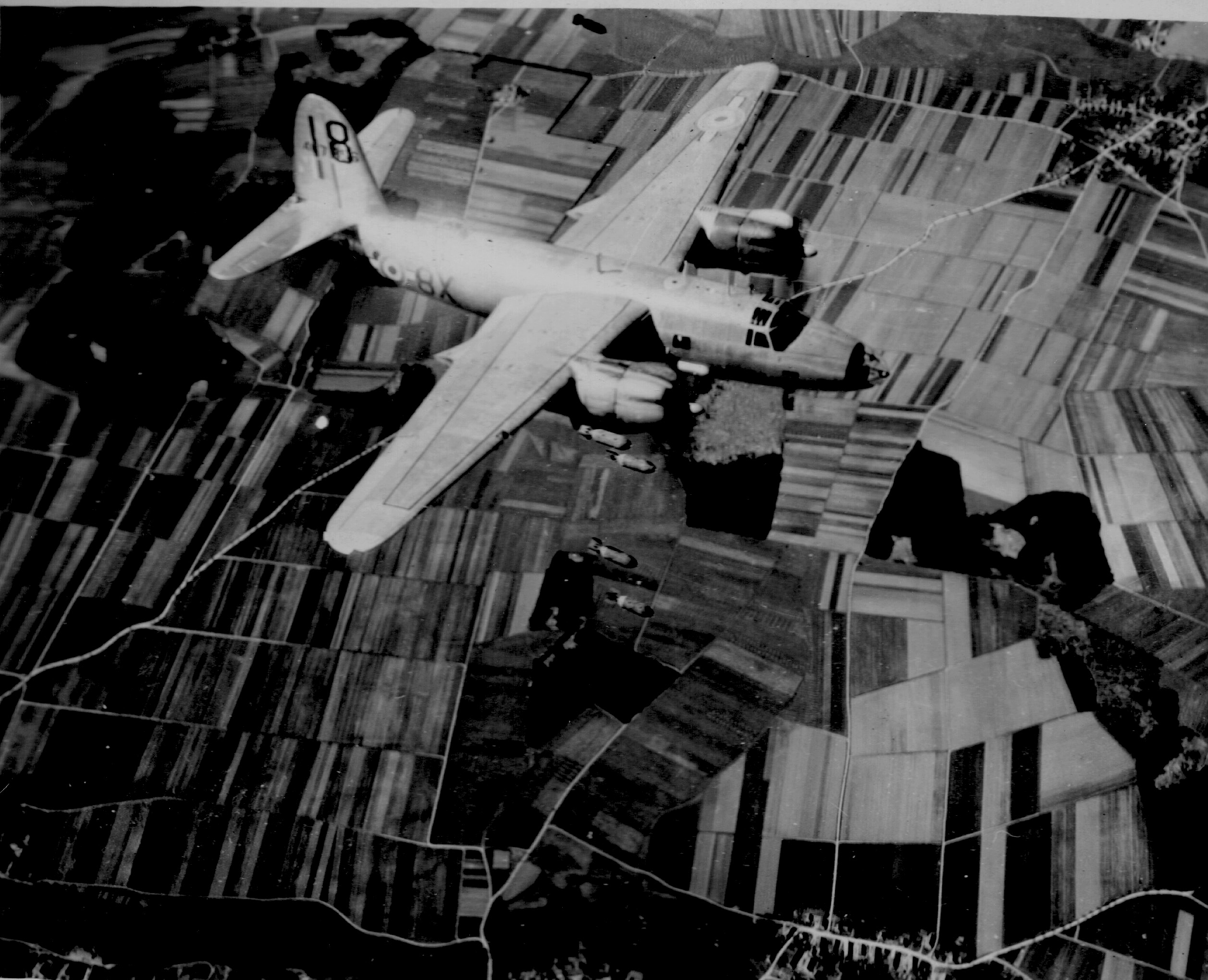
"Bombs gone" (bombes larguées)
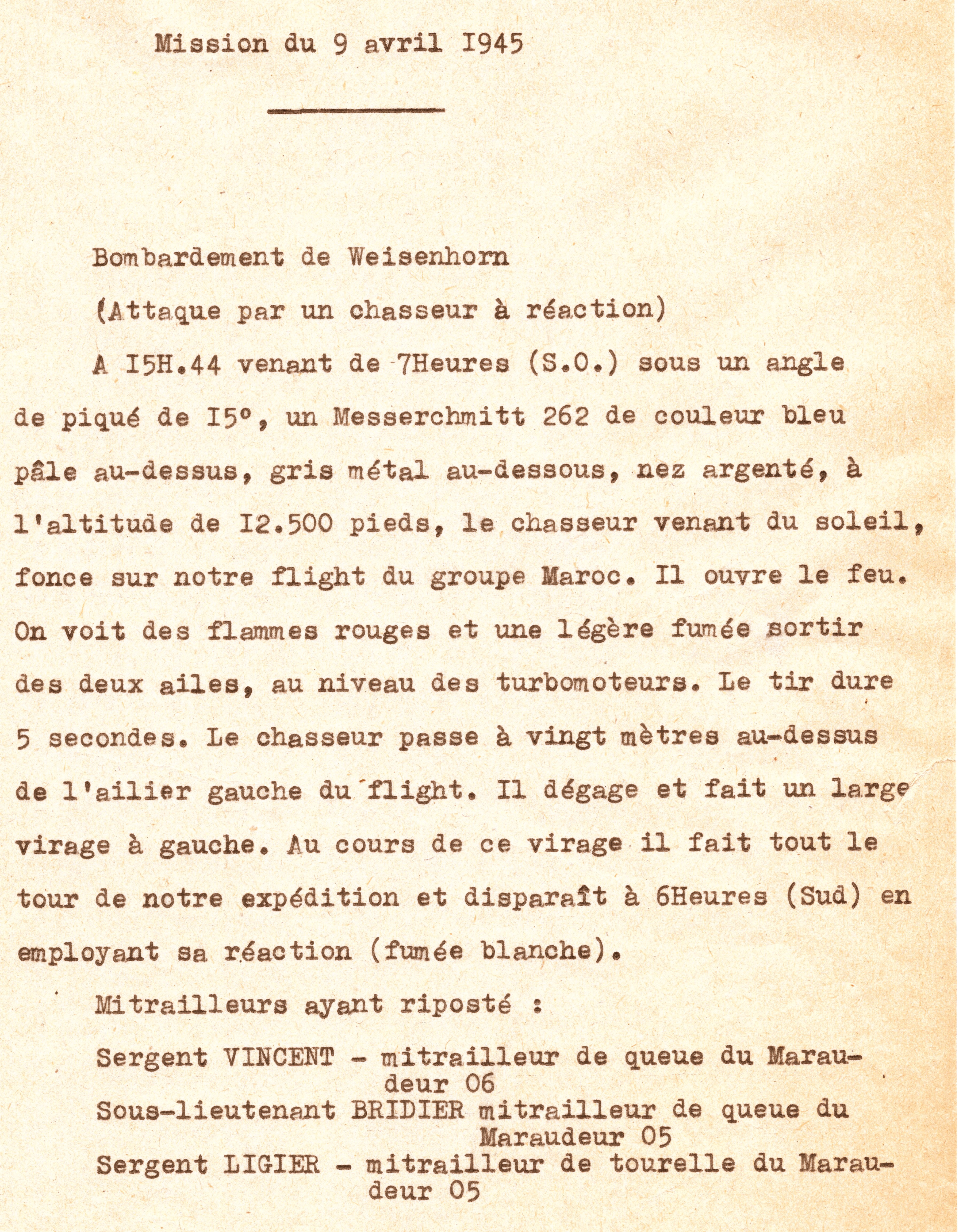
Compte-rendu d'une attaque par Messerschmitt 262 à réaction
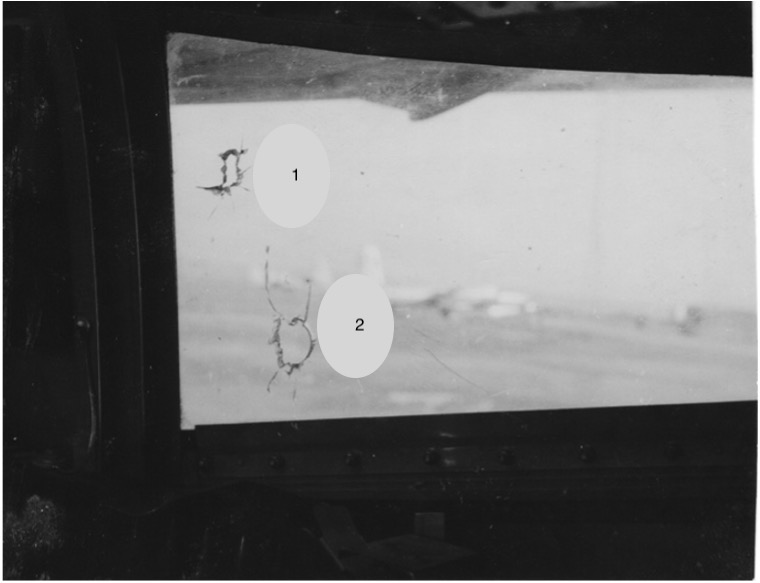
Impacts du tir d'un chasseur allemand sur un sabord du B 26
Effets du bombardement

#### Après guerre
En 1946, il devient chef du service historique de l’Armée de l’Air.
En 1948, il devient inspecteur adjoint des forces aériennes d’Outre-mer.

En 1949, il devient chef d’État-Major de l’inspection générale de l’Armée de l’Air.

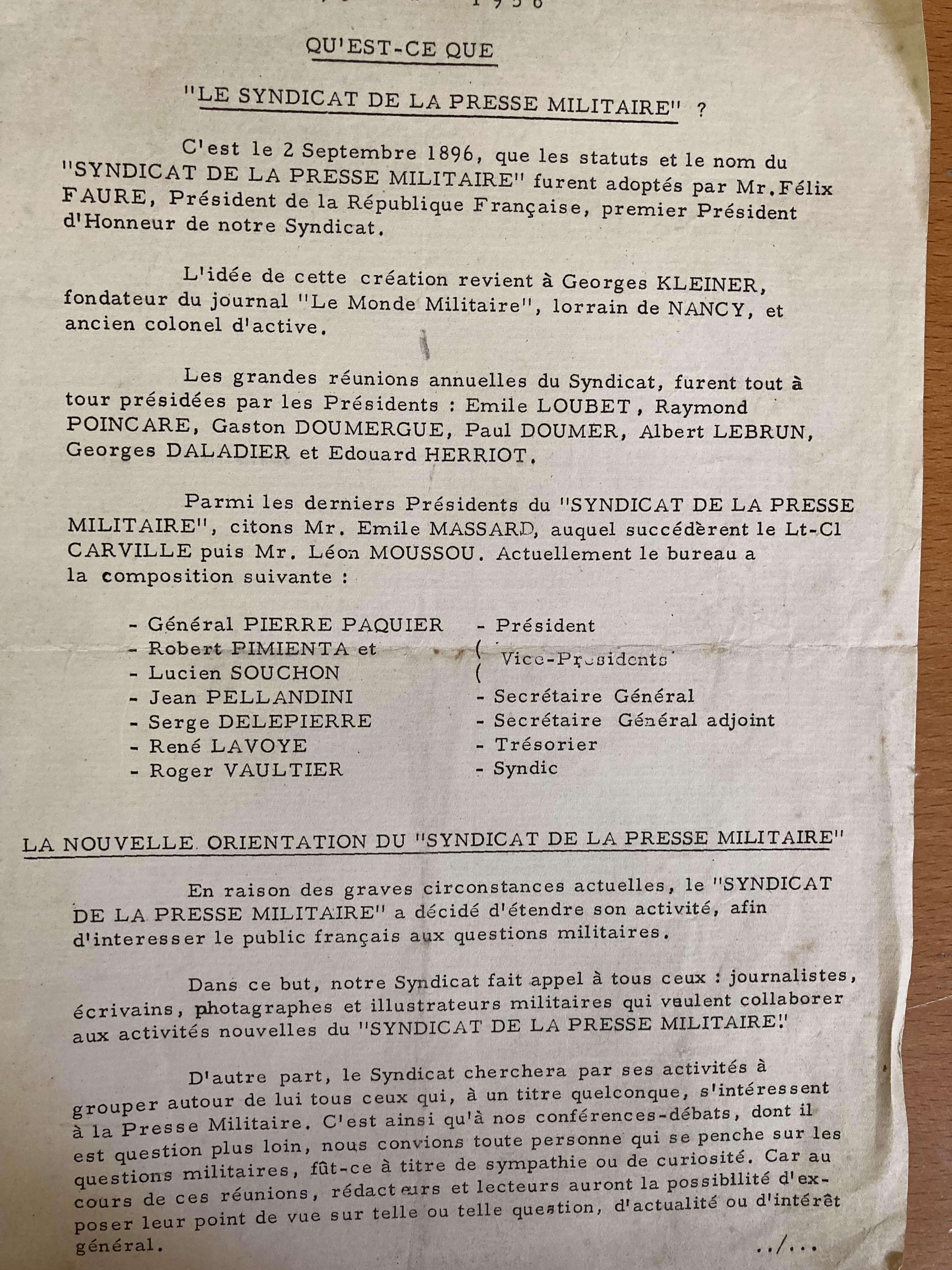

Il quitte l’Armée de l’Air en 1955 et devient président du syndicat de la presse Militaire en 1956, Président de l'Union des pilotes de France et de l'Amitié franco-roumaine.

### Carrière civile
Directeur de la communication des sociétés pétrolières Labo puis Fina France.

### Fin de vie
Pierre Paquier décède à Paris le 29 octobre 1980.

## Décorations
Commandeur de la Légion d'Honneur
Croix de guerre 39-45
Décorations étrangères : ordre royal du Cambodge, ordre du Muniséraphon, dragon d'Annam, mérite culturel de Roumanie, étoile de la grande Comore

## Les œuvres de Pierre Paquier à travers quelques extraits ou commentaires.

### Récits d'aviation
Aviation, mon grand amour : « Comment disparut Jean Assollant ? On peut, je crois, lui accorder la louange que Turenne décernait à Condé : « Monsieur le prince fit à son ordinaire ».
Aviation, école de bonheur : « Un immense orchestre de 144 moteurs couvre la campagne : la brigade française de bombardement est en route ».
Visages d’aviateurs : « La mort du commandant Colin a évoqué pour moi le frisson dramatique que Léon Daudet éprouvait en lisant la mort de Sénèque dans Montaigne (la plus grande page de français, affirmait-il). Toute notre histoire contemporaine passe dans la lanterne magique de votre œuvre »,– Général Pierre Weiss
Combats de chasse : « À la première sortie, de 16H à 16H30, Willy surprend 3 Messerschmitt 109 au dessus de Beauvais. Il les abat tous les 3, en vrille et en flammes, dans l’intervalle de quinze secondes »
Le capitaine de corvette aviateur Cavelier de Cuverville : « Le commandant de Cuverville, qu’un long atavisme avait préparé aux combats, a trouvé après sa mort sublime un frère d’armes et un historien à sa taille » Général Pierre Weiss
Le capitaine aviateur Do Huu Vi : « Regarder Do Huu Vi, c’est lire une belle âme à livre ouvert ».
Pilotes courageux :« La splendeur de nos ailes vient donc tout naturellement se mirer dans son style » Général Pierre Weiss
Trois de l'aviation.
Ils étaient du Prytanée : « Mal préparés à ce malheur, nos chasseurs ressemblaient à des princes déchus, à des princes du ciel relégués sur la terre et l’image de la France en détresse hantait leurs pensées ».
Je suis aviateur : « Ma mère que toujours, malgré les années, j'ai gardé en mon cœur. Tendre, aimante et douce, elle me fût enlevée trop jeune, à trente-deux ans : je n'avais pas encore l'âge de raison. Depuis ses yeux ne me quittent jamais, témoins des jours heureux, témoins des heures tristes. Elle est la compagne de tous mes vols».
Santos-Dumont, maître d’action : « Ne jamais se décourager, même dans les pires moments, conseillait Santos ; toujours recommencer sur un échec »
Les pèlerins de Saint-Cyr : « J’évoque les joyeuses parties de vacances, nos rêves, nos ambitions juvéniles, nos projets d’une imagination dévorante. Nous avions vingt ans, l’âge des entreprises généreuses et des vocations ardentes, l’âge où l’homme « attelle sa charrue à une étoile » ».
Antoine de Saint-Exupéry : « On ne fait rien de grand sans aimer »
Pour l’honneur de la Marine : « Il faut que le commandant soit parmi les morts, pour l’honneur de la Marine ».

### Histoire et tactique[26]
L’enseignement supérieur militaire : « Vous ne pouvez préparer une guerre, fût elle défensive, sans l’appui, dès le temps de paix, du peuple lui-même. Votre puissance militaire se trouve entre les mains de la masse populaire, c’est-à-dire de vos ouvriers, de vos paysans, de vos employés, de tous les citoyens dont les deux assemblées expriment la volonté. L’armée, chez nous, et c’est heureux, n’est pas un état dans l’état. »

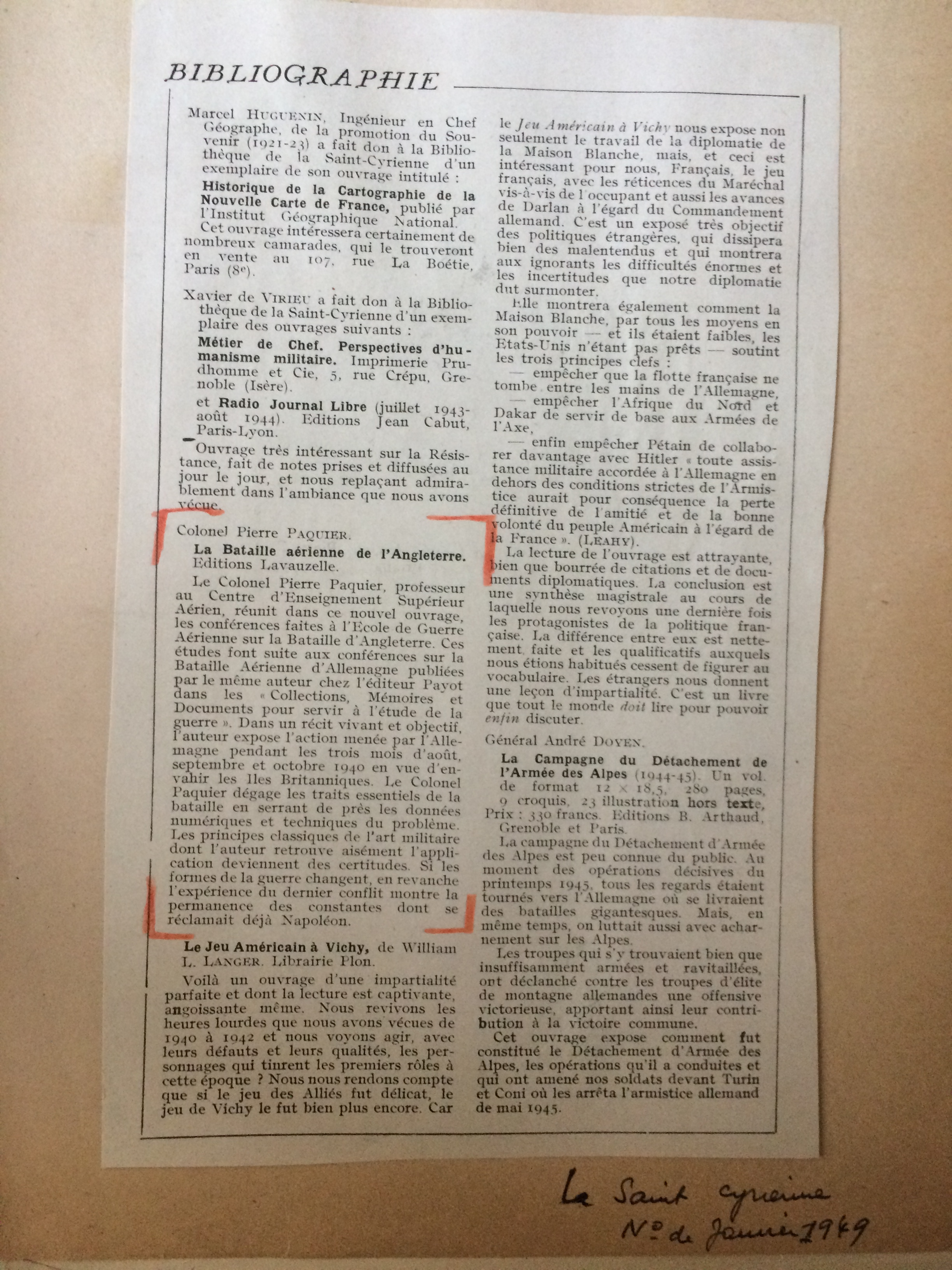
Article sur l'ouvrage "la bataille aérienne d'Angleterre"

La bataille aérienne d’Angleterre et la bataille aérienne d’Allemagne en 2 volumes écrits avec Claude Postel : « Pour celle-ci, le conflit préparé de ses mains se solde par plusieurs millions de morts… l’occupation totale du territoire, la paralysie de l’industrie. Cependant ce pays vit encore ».
Les forces aériennes françaises de 1939 à 1945 : « Le 20 octobre 1944, l’Air Vice Marshall Brown adresse l’ordre du jour suivant aux pilotes du groupe Ile de France : l’effort que vous avez fourni est sans précédent. C’est, sans aucun doute, l’appui direct le plus important qui ait jamais été donné par une aviation à une armée ».
Guerre et surprise : « Surprendre, surprendre partout et toujours aussi bien dans la guerre aérienne que dans la guerre terrestre».
Guerre et vitesse : « La défaite est ici une question de vitesse : n'accusons pas la fatalité mais les atermoiements anxieux du vaincu ».
Les blindés et l'aviation
L’aviation de bombardement française en 1939-1940
L’aviation de chasse française en 1939-1940 : « Elle a infligé des pertes presque triples de celles qu'elle a subi elle-même en tués, blessés et prisonniers en combat" .
L’aviation de renseignement française en 1939-1940 : « Au mois de juillet 1939 le potentiel de l’aviation d’observation s’élevait à 340 avions, tous de type ancien »
L'enseignement supérieur militaire 
Le groupe de bombardement 11/12, écrit avec le capitaine Joseph-Marie Tonon : « Cet ouvrage est un véritable journal de marche du Groupe 11/12 depuis sa création le 11 juin 1938 jusqu’à sa dissolution le 15 août 1940. Il fait revivre l’existence de ses escadrilles avec leurs difficultés matérielles, leurs risques, leurs espérances et leurs déceptions ; clair, d’une lecture facile, il renferme, avec certains récits émouvants comme ceux des derniers combats de 1940, des précisions techniques intéressantes sur le matériel et son armement.»
Motorisation et observation aérienne : « Nous répugnons en effet à ne point rester fidèles aux vieux maîtres, pour lesquels il n’y eut jamais d’arme suprême, à l’exception, peut-être, de l’infanterie : elle seule, en effet, occupe et conserve le terrain, où elle souffre, s’accroche et meurt. »
Histoire de France
Le conflit sino-japonais : « Le culte des héros est la marque des peuples forts. »
L’aéronautique d’Indochine (Prix Lyautey) : « Au camp d’aviation de Bach-Mai, sur le fronton du hangar central, un écusson, au nom de Cao-dac-Minh, garde pieusement le souvenir de l’aviateur dont l’âme généreuse demeure symbole d’honneur ».
Forces aériennes : « Il arrive même à l’aviation de forcer la victoire en portant à l’assaillant des coups tels qu’il se trouve condamné à perdre la bataille terrestre ».

### Vie spirituelle
Pierre Paquier a laissé de nombreux carnets où il évoque sa foi chrétienne, sa vision du Monde et des conseils très pratiques. Il ne les a jamais publiés. En voici quelques extraits :
"Faire peu et bien le faire plutôt qu'entreprendre beaucoup et laisser en plant",
"Un être jeune est un être qui sait se faire désirer",
"Un chef, un vrai, est un homme dont le regard et la voix vont à l'âme",

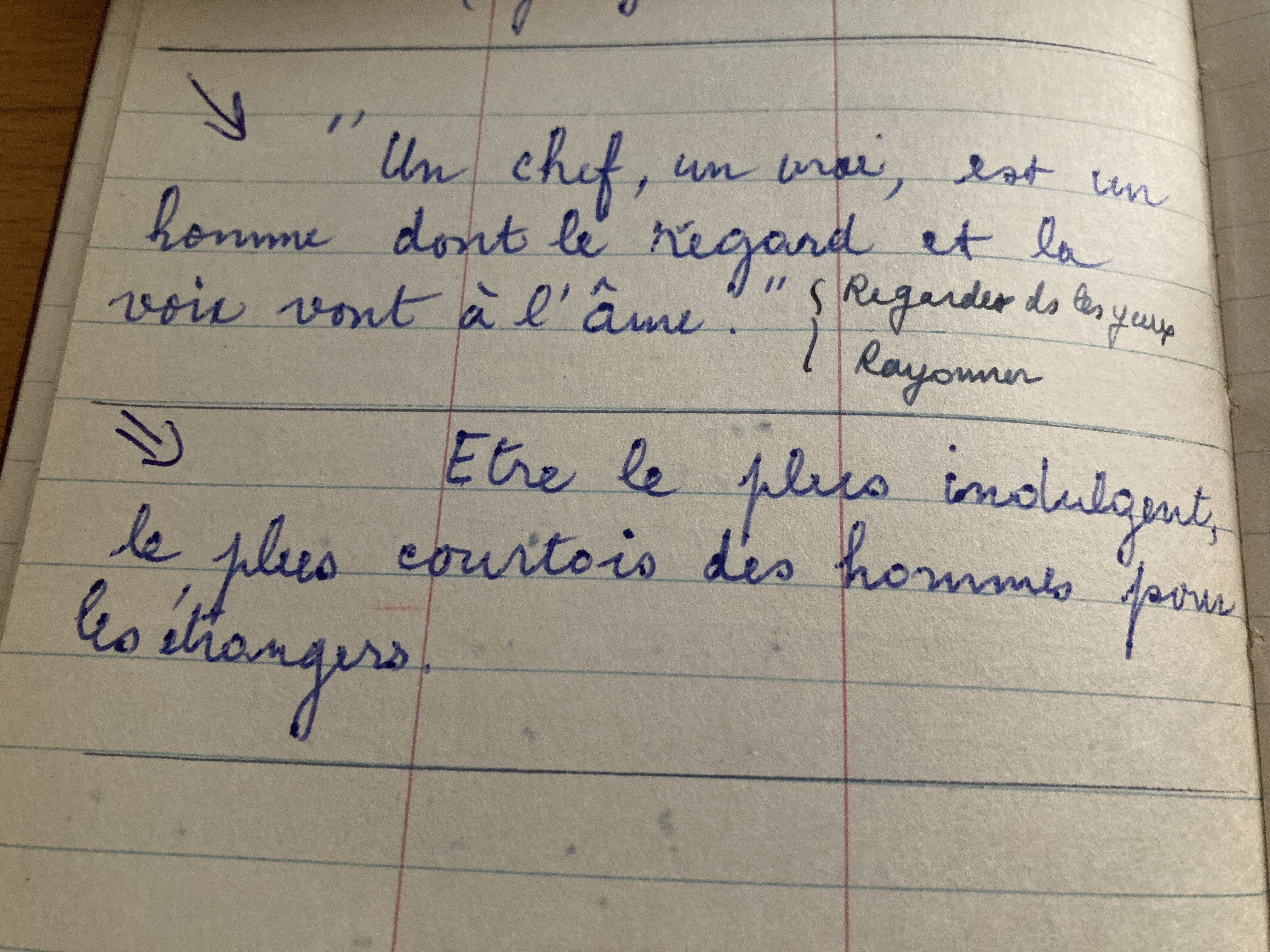
Extrait des carnets de Pierre Paquier

"Mon Dieu faites-moi comprendre, faites-moi retenir, faites-moi agir".
"Si tu veux être délivré de tout aveuglement du cœur, pense à Jésus-Christ"
"Être le plus indulgent, le plus courtois des hommes pour les étrangers".